# JAM娛樂
JAM娛樂（韓語：잼엔터테인먼트）是韓國的藝人經紀公司，創立於2019年2月11日。

## 公司簡介
JAM娛樂是一家成立於2019年2月11日的演員經紀公司，以管理藝人活動、策劃與製作多種文化內容為主的娛樂企劃公司。公司旗下簽約藝人多為音樂劇出身演員。

## 旗下藝人
- 曹政奭（2019年—）[6]
- 鄭尚勳（2019年—）[7]
- 羅賢宇（2020年—）[8]
- 李秀燦（2023年—）[9]
- 楊俊模（2023年—）[10]
- 姜泓錫（2024年—）[11]
- 張榮男（2024年—）[12]
- 劉秀彬（2024年—）[13]

## 離開藝人
- 鄭煇（2022.5.10-不明）[a][14]

## 外部連結
- JAM Entertainment-官方網站（页面存档备份，存于）
- JAM Entertainment-Youtube（页面存档备份，存于）
- JAM Entertainment-IG（页面存档备份，存于）